# Papeda (botanica)
Papeda è un sottogenere di Citrus.
Il sottogenere include le seguenti specie:
- il Limone limetta o limone di Ichang (Citrus × ichangensis)
- lo Yuzu (Citrus ichangensis x Citrus reticulata)
- la Limetta kaffir (Citrus × hystrix)

Alcuni ricercatori sono invece del parere che il papeda sia uno tra i primissimi ibridi tra il cedro e la limetta. Altri ancora ritengono che i papeda siano ibridi del mandarino con il Citrus trifoliata, il che giustificherebbe la notevole resistenza al gelo di questo gruppo.